# Ausnahmslosigkeit der Lautgesetze
Die Ausnahmslosigkeit der Lautgesetze ist ein Theorem der historischen Sprachwissenschaft. Demzufolge verlaufen Lautverschiebungen in einer einzelnen oder in genetisch verwandten Sprachen regelmäßig, sofern sie unter bestimmten gleichen lautlichen Bedingungen stattfinden, der Lautwandel also von allen Sprechern einer Einzelsprache  oder in allen genetisch verwandten Sprachen realisiert wird. 
Ein Beispiel hierfür ist die erste Lautverschiebung, die die drei indogermanischen stimmlosen Verschlusslaute p, t, k betrifft, aus denen in allen germanischen Sprachen die stimmlosen Reibelaute f, θ, χ werden (vgl. lat. pater : engl. father, dt. Vater; lat. tres : engl. three ; lat. centum : dt. hundert).
Bereits der Germanist Wilhelm Scherer vertrat diese Ansicht 1875. Die Junggrammatiker Hermann Osthoff und Karl Brugmann formulierten diese These 1878 im Vorwort zu ihrem Werk Morphologische Untersuchungen auf dem Gebiete der indogermanischen Sprachen (Bd. 1, 1878, S. XIII) wie folgt:
„Aller Lautwandel, soweit er mechanisch vor sich geht, vollzieht sich nach ausnahmslosen Gesetzen, d. h. die Richtung der Lautbewegung ist bei allen Angehörigen einer Sprachgenossenschaft, außer dem Fall, daß Dialektspaltung eintritt, stets dieselbe, und alle Wörter, in denen der der Lautbewegung unterworfene Laut unter gleichen Verhältnissen erscheint, werden ohne Ausnahme von der Veränderung ergriffen.“
Das Prinzip der Ausnahmslosigkeit macht – da etwa aus der Grundsprache keine Texte vorhanden sind, die man philologisch untersuchen könnte – die Historische Sprachwissenschaft zu einer reinen Naturwissenschaft, vergleichbar mit der Physik und ihren physikalischen Gesetzen.
Wo das Prinzip der Ausnahmslosigkeit der Lautgesetze nicht angewendet werden kann, wird das Wirken der Analogie als Erklärung angenommen. So werden Ausnahmen immer als Anpassung an bereits bestehende verwandte Formen betrachtet. Solche Vorgänge können z. B. Restitution (Wiederherstellung eines Lautes), Assimilation, Dissimilation, Harmonisierung, Imitierung, Normierung, Komplettierung, Kontaminierung, Schnellsprechform oder Abkürzung sein. Die Anzahl solcher zusätzlich angenommener „Analogien“ sollte möglichst gering sein. Das Prinzip der Ausnahmslosigkeit der Lautgesetze zwingt den Sprachwissenschafter, beim Vorliegen vermeintlicher „Analogien“ nicht vorschnell aufzugeben, sondern immer wieder neu zu versuchen, vielleicht doch für ein bestimmtes Problem eine strikt lautgesetzliche Lösung zu finden.